# Podvin
Podvin – wieś w Słowenii, w gminie Žalec. W 2018 roku liczyła 378 mieszkańców.